# Kasetofon
Kasetofon je elektroničko-mehanički uređaj za snimanje i/ili reprodukciju zvuka pohranjenog na kasetu u kojoj je navijena magnetska vrpca. Snimanje na vrpcu te reprodukcija s nje obavlja se magnetskim glavama. Komercijalni uređaji imaju kombiniranu glavu za to, a kvalitetniji uređaji imaju odvojenu glavu za reprodukciju od glave za snimanje. Kasetu je razvila nizozemska tvrtka Philips 1963. i zbog jednostavnosti i praktičnosti postala je najrašireniji uređaj za snimanje i reprodukciju zvuka. Kaseta je postala i popularan medij za spremanje podataka na tadašnjim kućnim računalima.